# Creampie (hành vi tình dục)

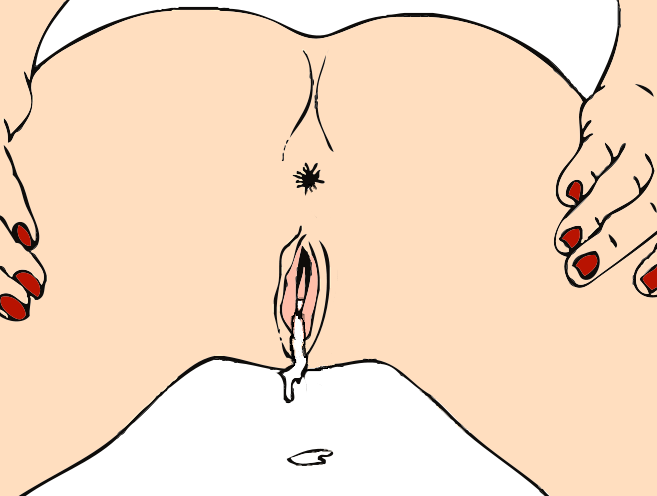

Creampie hay chảy tràn tinh dịch là một thuật ngữ về tình dục mà văn hóa phẩm khiêu dâm dùng để chỉ hành động xuất tinh vào âm đạo hay hậu môn mà không dùng bao cao su, dẫn đến việc tinh dịch chảy tràn ra bên ngoài.

## Ảnh hưởng sức khỏe
Đối với người nhận là nữ, dạng quan hệ tình dục không an toàn này làm tăng khả năng thụ thai. Ngoài ra, hình thức quan hệ tình dục này còn là nguy cơ lây nhiễm các bệnh STD như là HIV cho người nhận tinh dịch.